# Lamania
Lamania is een geslacht van spinnen uit de  familie van de Tetrablemmidae.

## Soorten
- Lamania bernhardi (Deeleman-Reinhold, 1980)
- Lamania gracilis Schwendinger, 1989
- Lamania inornata (Deeleman-Reinhold, 1980)
- Lamania kraui (Shear, 1978)
- Lamania nirmala Lehtinen, 1981
- Lamania sheari (Brignoli, 1980)